# Кастелвекана
Кастелвекана (итал. Castelveccana) је насеље у Италији у округу Варезе, региону Ломбардија.
Према процени из 2011. у насељу је живело 1963 становника. Насеље се налази на надморској висини од 225 м.

## Становништво
| 1936. | 1951. | 1961. | 1971. | 1981. | 1991. | 2001. | 2011. |
| ----- | ----- | ----- | ----- | ----- | ----- | ----- | ----- |
| 1.613 | 1.937 | 2.024 | 1.925 | 1.765 | 1.839 | 1.963 | 2.000 |